# Sally Gardner
Sally Gardner – brytyjska pisarka literatury dziecięcej i młodzieżowej.
Ukończyła uczelnię artystyczną, pracowała jako kostiumograf, a kiedy została matką, zajęła się ilustrowaniem, a następnie pisaniem książek dla dzieci. Jej powieść Ja, Kolendra w 2005 roku zdobyła prestiżową dziecięcą nagrodę literacką Nestlé (w kategorii 9-11 lat).

## Książki

### Jako autor i ilustrator
- The Little Nut Tree (1993)
- My Little Princess (1994)
- Playtime Rhymes (1995)
- A Book of Princesses (1997)
- The Strongest Girl in the World (1999)
- The Fairy Catalogue (2000)
- The Smallest Girl Ever (2000)
- The Boy Who Could Fly (2001)
- The Glass Heart (2001)
- Mama, Don't Go Out Tonight (2002)
- The Invisible Boy (2002)
- Boolar's Big Day Out (2003)
- Fairy Shopping (2003)
- The Boy with the Magic Numbers (2003)
- The Countess's Calamity (2003)
- A Hoof in the Door (2005)
- The Boy with the Lightning Feet (2006)

### Jako autor
- I, Coriander (2005)
- Lucy Willow (2006)
- The Red Necklace (2007)
- The Silver Blade (2008)

### Jako ilustrator
- Robert and the Giant (1990)
- Suzi, Sam, George & Alice (1993)
- Gynormous!: The Ultimate Book of Giants (1996)
- Hello? Is Anybody There? (1997)
- The Real Fairy Storybook (1998)
- Polly's Running Away Book (2000)
- Polly's Absolutely Worst Birthday Book Ever (2001)
- Polly's Really Secret Diary (2002)